# Bahnhof München Marienplatz
Der Bahnhof München Marienplatz ist ein Haltepunkt der Deutschen Bahn, eine Haltestelle der Stadtwerke München und einer der wichtigsten Umsteigebahnhöfe im Gebiet des Münchner Verkehrs- und Tarifverbundes.
Dort trifft die in Ost-West-Richtung verlaufende S-Bahn-Stammstrecke mit den in Nord-Süd-Richtung verlaufenden U-Bahn-Linien U3/U6 zusammen. Zu Spitzenzeiten steigen hier bis zu 24.400 Personen pro Stunde um, sowie 8.000 Personen ein und aus. Mit täglich insgesamt 163.000 Reisenden und Besuchern zählt sie zu den 20 meistfrequentierten Stationen im Netz der Deutschen Bahn.

## Aufbau

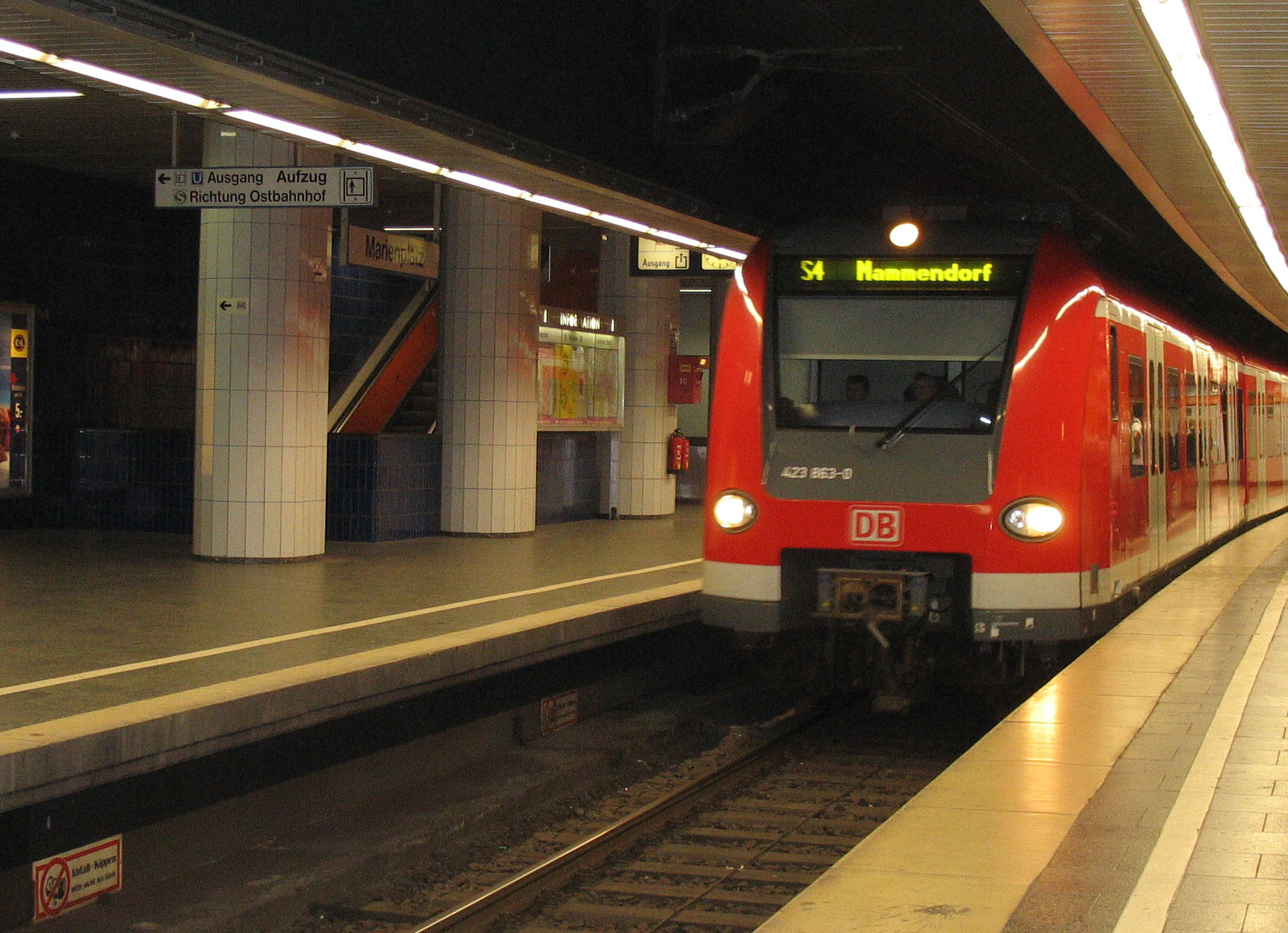
Zug der Linie S4 in Richtung Mammendorf auf Gleis 2 des S-Bahnhofs

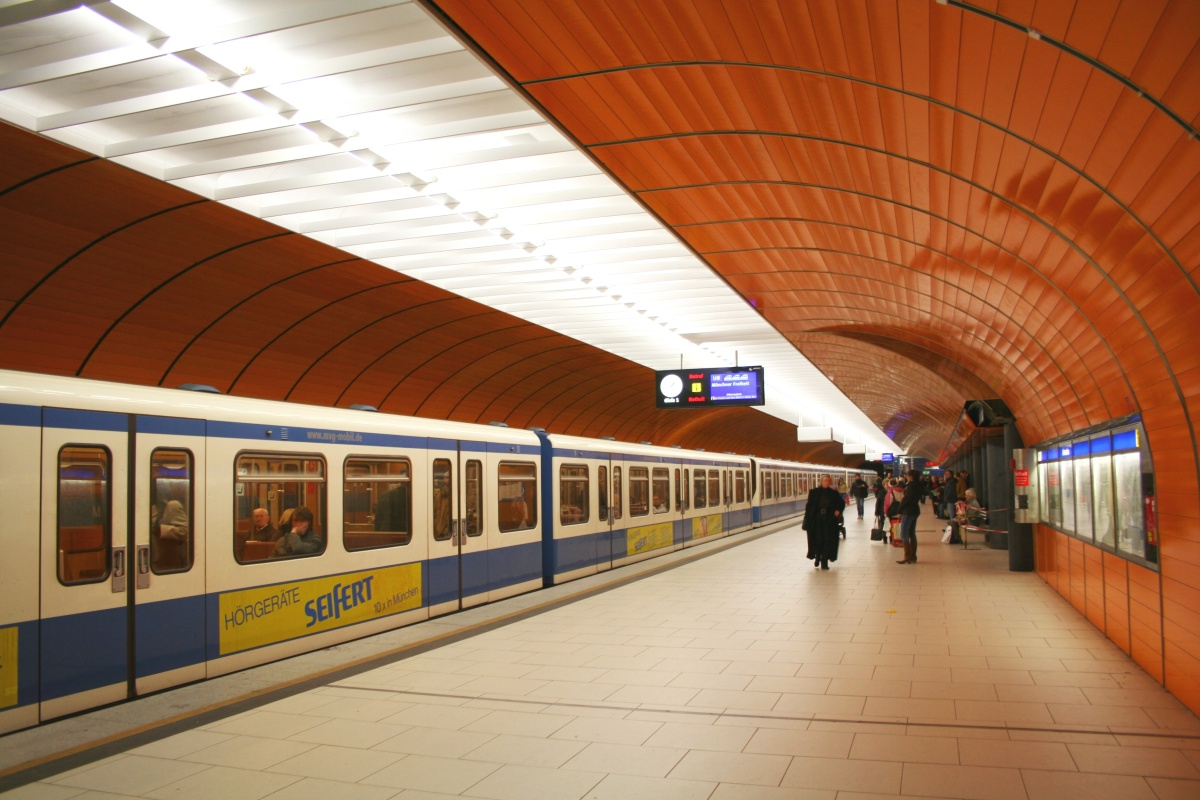
U6 auf Gleis 1 des U-Bahnhofs

Der Bahnhof erstreckt sich auf vier Ebenen unterhalb des Marienplatzes, des Neuen Rathauses und des Marienhofes.
Das Verteilergeschoss in der 1. Tiefebene beinhaltet eine Ladenpassage sowie die Zugänge zu den S- und U-Bahnsteigen. Die Zugänge zur S-Bahn waren mit zwei Passimeterhäuschen ausgestattet, die allerdings zu Verkaufskiosken umgebaut wurden.
In der 2. Tiefebene befindet sich das Gleis 1 der S-Bahn Richtung München Ostbahnhof mit Bahnsteigen an beiden Seiten, mit Ausstieg auf der einen Seite und Einstieg auf der anderen Seite (spanische Lösung). Die Bahnsteige sind jeweils 210 Meter lang und 96 cm hoch. Außerdem befinden sich diverse Versorgungsräume auf dieser Ebene.
In der 3. Tiefebene befindet sich das Gleis 2 der S-Bahn Richtung München Hauptbahnhof, ebenfalls mit Bahnsteigen an beiden Seiten. Die Bahnsteige sind jeweils 210 Meter lang und 96 cm hoch. Auch hier befinden sich zahlreiche Versorgungsräume.
Der Bahnhof Marienplatz ist damit der einzige Bahnhof der Münchner S-Bahn-Stammstrecke, an dem die beiden Richtungsgleise übereinander und nicht nebeneinander verlaufen.
Die beiden Bahnsteige der U-Bahn liegen in der untersten, 4. Tiefebene. Das Gleis in Richtung Münchner Freiheit verläuft dort unter der Dienerstraße im Osten des Marienhofes, das Gleis in Richtung Sendlinger Tor verläuft unterhalb der Weinstraße. Daher sind die beiden Bahnsteige der U-Bahn recht weit voneinander entfernt. Der U-Bahnhof mit Sperrengeschoss wurde von Alexander Freiherr von Branca gestaltet. Von U-Bahnhof führen die zweithöchsten Fahrtreppen des Münchner U-Bahn-Systems direkt hoch in das Verteilergeschoss (Sperrengeschoss) unter dem Marienplatz und dem Marienhof. 

## Geschichte

### Errichtung
Im Oktober 1966 begann der Bau des Bahnhofes, der nach fünf Jahren, im Oktober 1971, abgeschlossen war. Die Gesamtkosten betrugen 26 Mio. DM (umgerechnet und inflationsbereinigt ca. 59,1 Mio. Euro).

### Erweiterungsarbeiten

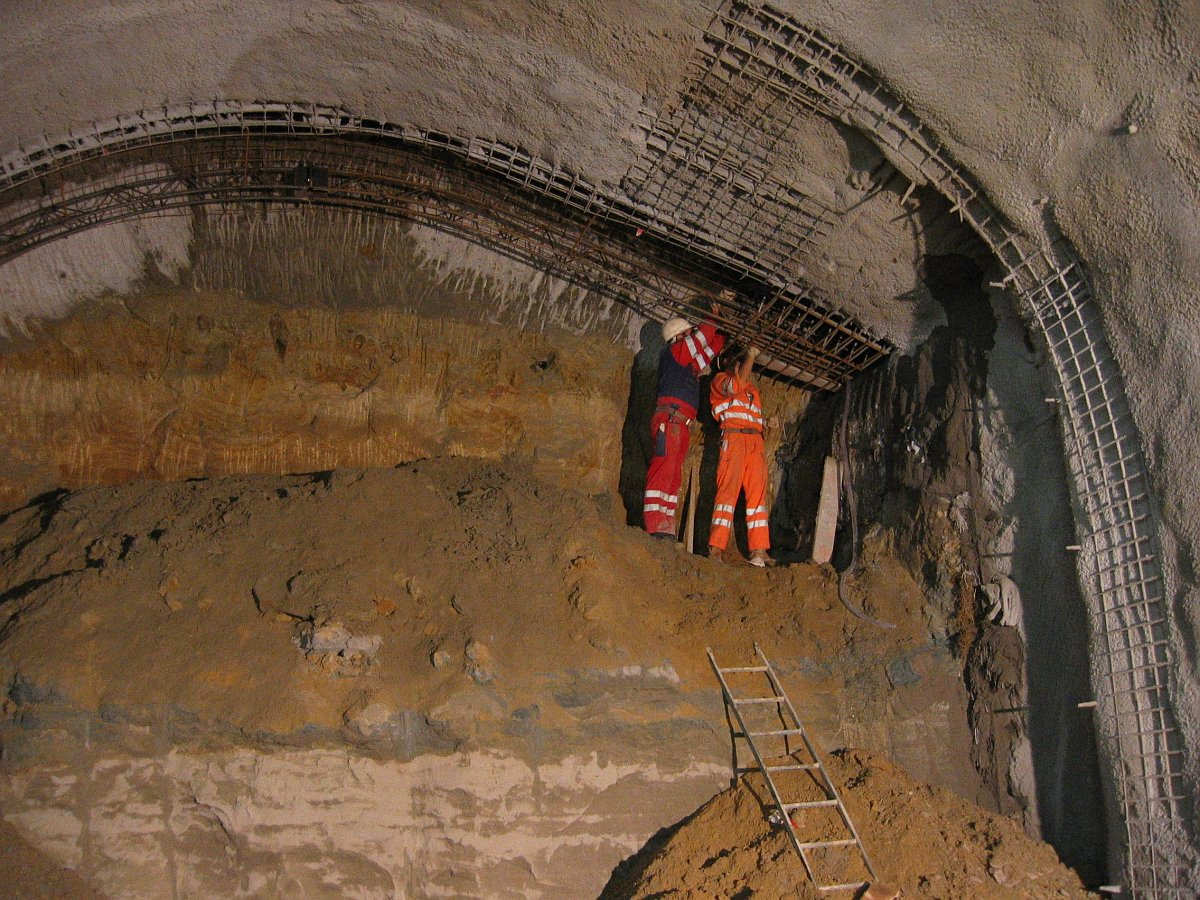
Bauarbeiten zum zusätzlichen Fußgängertunnel für den südwärts führenden U-Bahnsteig, rechts die Außenwand des ursprünglichen Tunnels.

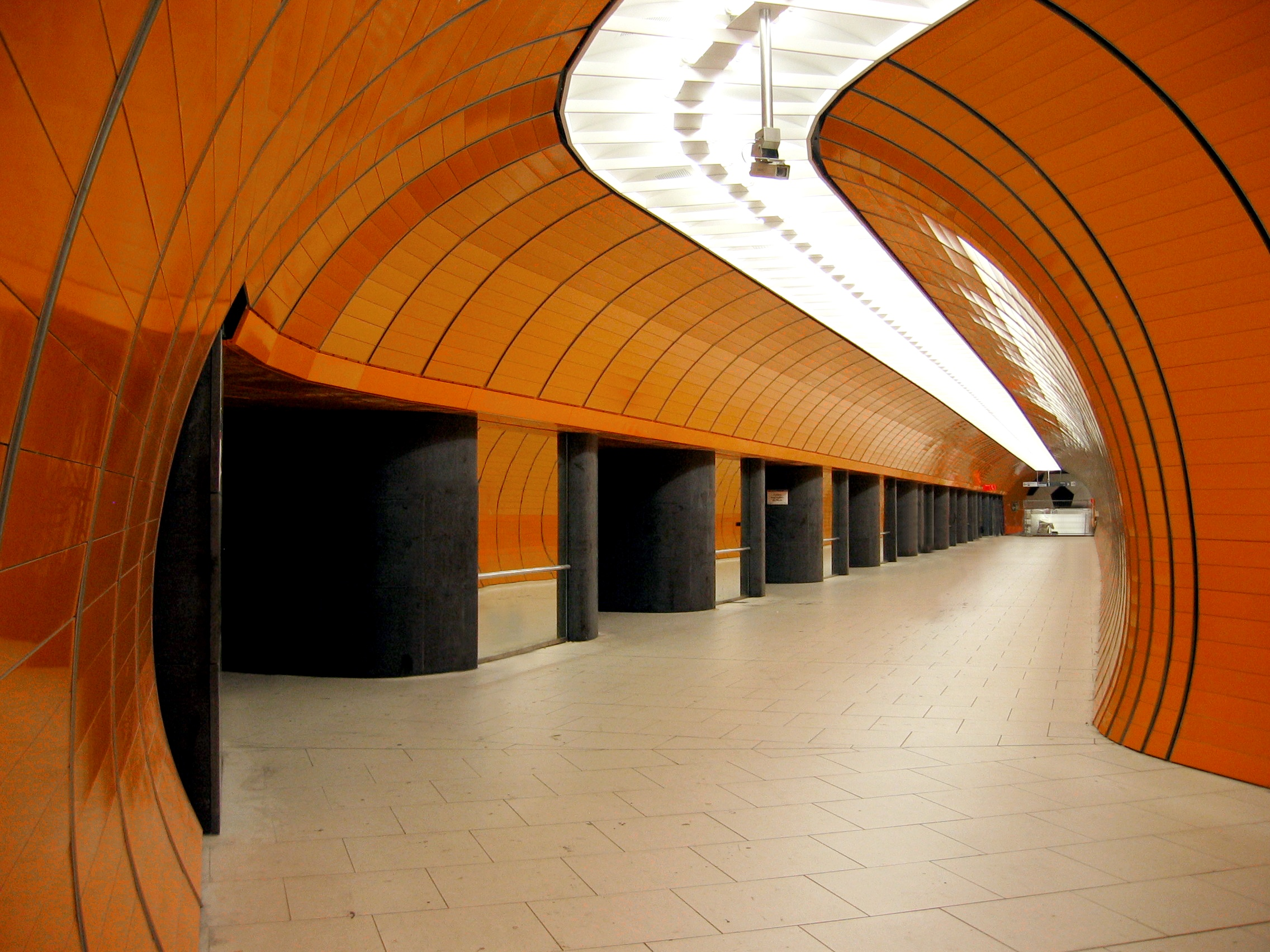
Fertiggestellter zusätzlicher Fußgängertunnel (westliche Röhre) – von Süden nach Norden fotografiert

Die U-Bahn-Ebene wurde nach dem Bürgerentscheid zum Bau der Allianz Arena im Oktober 2001 von Frühjahr 2003 bis zum Sommer 2006 für 42 Mio. Euro ausgebaut. Bis zur Fußball-Weltmeisterschaft 2006 wurden die beiden Bahnsteigtunnel durch zwei jeweils parallel führende neue Stollen verbreitert. Jeweils elf Mauerdurchbrüche schließen die neuen Tunnel an die bestehenden an, im südlichen Bereich wurden zusätzlich Durchbrüche zu den Aufgängen der S-Bahn errichtet. Die gesamte Baumaßnahme fand unter laufendem Betrieb statt. Zusätzlich wurden die Bahnsteige um vier Zentimeter erhöht, um ein ebenerdiges Einsteigen in die U-Bahn-Züge zu gewährleisten.
Der Tunnelvortrieb wurde in einem Spezialverfahren durchgeführt, was Senkungen der Erdoberfläche und vor allem des historischen Neuen Rathauses ausschließen sollte. Dazu wurden wesentlich kleinere Projektstollen oberhalb der zu bauenden Tunnel gebaut, durch die mit einer Vereisungsanlage das Erdreich verfestigt wurde. Unter dem Schutz des Eispanzers konnte der eigentliche Tunnel dann ausgehoben werden, ohne dass es zu einer nennenswerten Setzung des Erdreichs und damit zu Gebäudeschäden kam. Ohne das Vereisungsverfahren hätten sich die Bauarbeiten um etwa ein Jahr verzögert.
Am 29. Mai 2006 wurden die beiden Erweiterungstunnel für den Fahrgastbetrieb provisorisch freigegeben. Nach der Fußball-Weltmeisterschaft mussten noch undichte Stellen ausgebessert und die noch unvollständige Verkleidung der Wände fertiggestellt werden.

### Sanierung und Neugestaltung des Sperrengeschosses

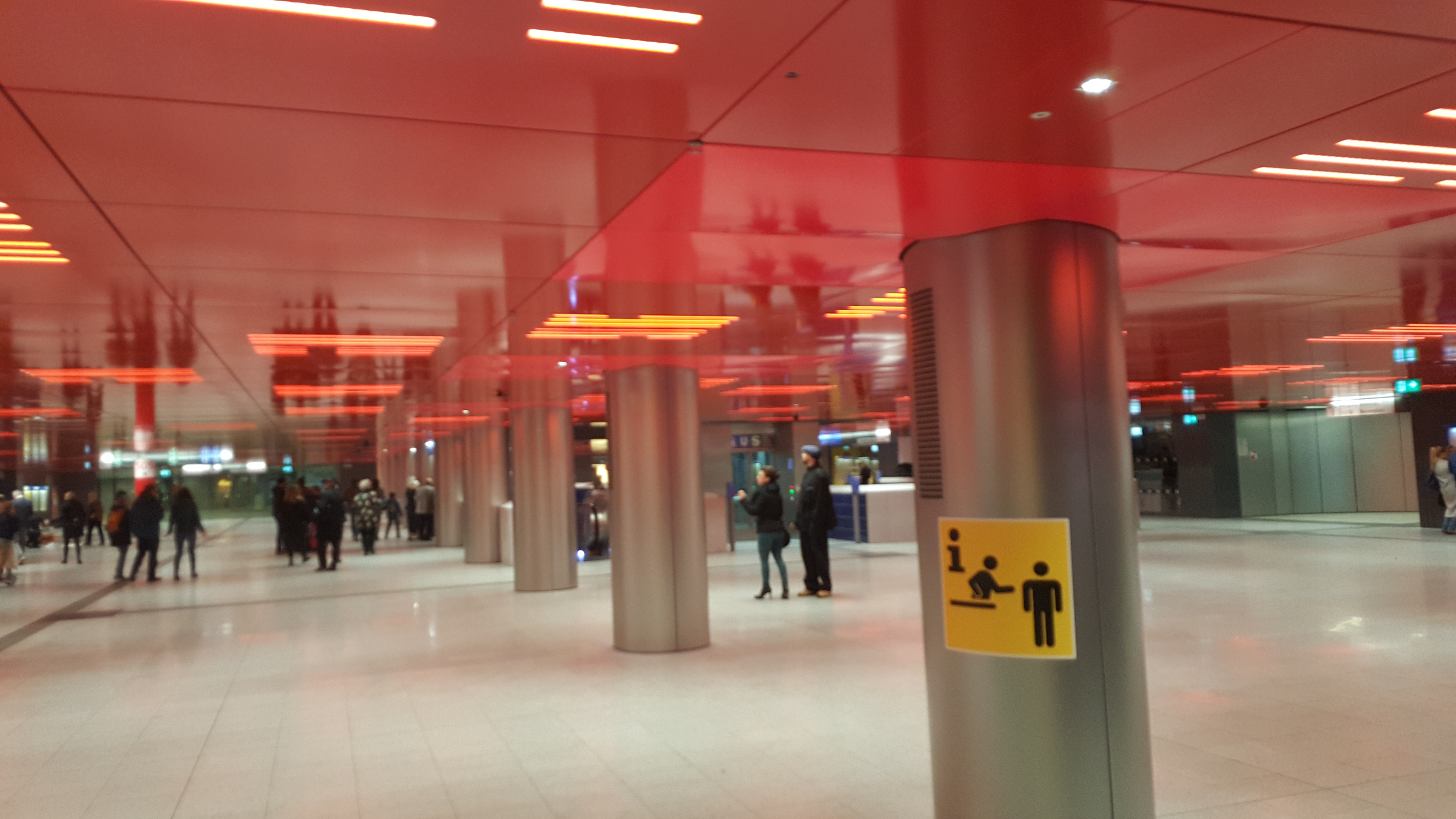
Saniertes Sperrengeschoss

Von 2011 bis Oktober 2015 wurde der Bahnhof saniert und das Zwischengeschoss nach Plänen von Allmann Sattler Wappner komplett neu gestaltet, u. a. Verlegung der Verkaufsstände an den Rand sowie neue Boden-, Decken- und Wandverkleidungen. Die Lichtplanung (LED-Beleuchtung u. ä.) stammt von Ingo Maurer.

### Zukunft
In Zukunft soll unter dem Marienhof im Zuge des Baus der zweiten S-Bahn-Stammstrecke ein weiterer S-Bahnhof entstehen, der sich an das bestehende Untergrundbauwerk im Norden anschließen soll und die Trasse der U3/U6 mit etwa fünf Meter Höhenabstand unterquert.

## Verkehr
| Linie | Verlauf | Takt     |
| ----- | --- | -------- |
| S1    | Freising – Pulling – Neufahrn / Flughafen München – Flughafen Besucherpark – Neufahrn – Eching – Lohhof – Unterschleißheim – Oberschleißheim – Feldmoching – Fasanerie – Moosach – Laim – Hirschgarten – Donnersbergerbrücke – Hackerbrücke – Hauptbahnhof – Karlsplatz (Stachus) – Marienplatz – Isartor – Rosenheimer Platz – Ostbahnhof – Leuchtenbergring | 20 min   |
| S2    | Petershausen – Vierkirchen-Esterhofen – Röhrmoos – Hebertshausen – Dachau / Altomünster – Kleinberghofen – Erdweg – Arnbach – Markt Indersdorf – Niederroth – Schwabhausen – Bachern – Dachau Stadt – Dachau – Karlsfeld – Allach – Untermenzing – Obermenzing – Laim – Hirschgarten – Donnersbergerbrücke – Hackerbrücke – Hauptbahnhof – Karlsplatz (Stachus) – Marienplatz – Isartor – Rosenheimer Platz – Ostbahnhof – Leuchtenbergring – Berg am Laim – Riem – Feldkirchen – Heimstetten – Grub – Poing – Markt Schwaben – Ottenhofen – St. Koloman – Aufhausen – Altenerding – Erding                                                                                                 | 20 min   |
| S3    | Mammendorf – Malching – Maisach – Gernlinden – Esting – Olching – Gröbenzell – Lochhausen – Langwied – Pasing – Laim – Hirschgarten – Donnersbergerbrücke – Hackerbrücke – Hauptbahnhof – Karlsplatz (Stachus) – Marienplatz – Isartor – Rosenheimer Platz – Ostbahnhof – St.-Martin-Straße – Giesing – Fasangarten – Fasanenpark – Unterhaching – Taufkirchen – Furth – Deisenhofen – Sauerlach – Otterfing – Holzkirchen | 20 min   |
| S4    | Geltendorf – Türkenfeld – Grafrath – Schöngeising – Buchenau – Fürstenfeldbruck – Eichenau – Puchheim – Aubing – Leienfelsstraße – Pasing – Laim – Hirschgarten – Donnersbergerbrücke – Hackerbrücke – Hauptbahnhof – Karlsplatz (Stachus) – Marienplatz – Isartor – Rosenheimer Platz – Ostbahnhof – Leuchtenbergring – Berg am Laim – Trudering (– Gronsdorf – Haar – Vaterstetten – Baldham – Zorneding – Eglharting – Kirchseeon – Grafing Bahnhof – Grafing Stadt – Ebersberg) | 20 min   |
| S5    | Kreuzstraße – Großhelfendorf – Peiß – Aying – Dürrnhaar – Höhenkirchen-Siegertsbrunn – Wächterhof – Hohenbrunn – Ottobrunn – Neubiberg – Neuperlach Süd – Perlach – Giesing – St.-Martin-Straße – Ostbahnhof – Rosenheimer Platz – Isartor – Marienplatz – Karlsplatz (Stachus) – Hauptbahnhof – Hackerbrücke – Donnersbergerbrücke – Hirschgarten – Laim – Pasing (– Westkreuz – Neuaubing – Freiham – Harthaus – Germering-Unterpfaffenhofen – Geisenbrunn – Gilching-Argelsried – Neugilching – Weßling) | 20 min   |
| S6    | Tutzing – Feldafing – Possenhofen – Starnberg – Starnberg Nord – Gauting – Stockdorf – Planegg – Gräfelfing – Lochham – Westkreuz – Pasing – Laim – Hirschgarten – Donnersbergerbrücke – Hackerbrücke – Hauptbahnhof – Karlsplatz (Stachus) – Marienplatz – Isartor – Rosenheimer Platz – Ostbahnhof – Leuchtenbergring – Berg am Laim – Trudering – Gronsdorf – Haar – Vaterstetten – Baldham – Zorneding – Eglharting – Kirchseeon – Grafing Bahnhof – Grafing Stadt – Ebersberg | 20 min   |
| S8    | Herrsching – Seefeld-Hechendorf – Steinebach – Weßling – Neugilching – Gilching-Argelsried – Geisenbrunn – Germering-Unterpfaffenhofen – Harthaus – Freiham – Neuaubing – Westkreuz – Pasing – Laim – Hirschgarten – Donnersbergerbrücke – Hackerbrücke – Hauptbahnhof – Karlsplatz (Stachus) – Marienplatz – Isartor – Rosenheimer Platz – Ostbahnhof – Leuchtenbergring – Daglfing – Englschalking – Johanneskirchen – Unterföhring – Ismaning – Hallbergmoos – Flughafen Besucherpark – Flughafen München | 20 min   |
| U3    | Moosach – (797 m) – Moosacher St.-Martins-Platz – (880 m) – Olympia-Einkaufszentrum – (1416 m) – Oberwiesenfeld – (1061 m) – Olympiazentrum – (944 m) – Petuelring – (832 m) – Scheidplatz – (793 m) – Bonner Platz – (1042 m) – Münchner Freiheit – (579 m) – Giselastraße – (744 m) – Universität – (788 m) – Odeonsplatz – (640 m) – Marienplatz – (884 m) – Sendlinger Tor – (843 m) – Goetheplatz – (677 m) – Poccistraße – (624 m) – Implerstraße – (849 m) – Brudermühlstraße – (1149 m) – Thalkirchen – (1129 m) – Obersendling – (785 m) – Aidenbachstraße – (782 m) – Machtlfinger Straße – (1195 m) – Forstenrieder Allee – (808 m) – Basler Straße – (936 m) – Fürstenried West | 5/10 min |
| U6    | Garching-Forschungszentrum – (2560 m) – Garching – (1827 m) – Garching-Hochbrück – (4208 m) – Fröttmaning – (830 m) – Kieferngarten – (1431 m) – Freimann – (1087 m) – Studentenstadt – (660 m) – Alte Heide – (740 m) – Nordfriedhof – (813 m) – Dietlindenstraße – (712 m) – Münchner Freiheit – (579 m) – Giselastraße – (744 m) – Universität – (788 m) – Odeonsplatz – (640 m) – Marienplatz – (884 m) – Sendlinger Tor – (843 m) – Goetheplatz – (677 m) – Poccistraße – (624 m) – Implerstraße – (1236 m) – Harras – (837 m) – Partnachplatz – (760 m) – Westpark – (1084 m) – Holzapfelkreuth – (1050 m) – Haderner Stern – (1097 m) – Großhadern – (731 m) – Klinikum Großhadern   | 5/10 min |

Im Jahr 2007 benutzten an Werktagen täglich 175.400 Ein-, Aus- und Umsteiger den Haltepunkt.

## Philatelie
Am 2. April 2020 wurde die erste Sonderbriefmarke zu 0,95 € mit dem Motiv U- Bahn Station Marienplatz (Entwurf Jennifer Dengler, Bonn) der Briefmarkenserie U-Bahn-Stationen in Deutschland herausgegeben.